# 向寵

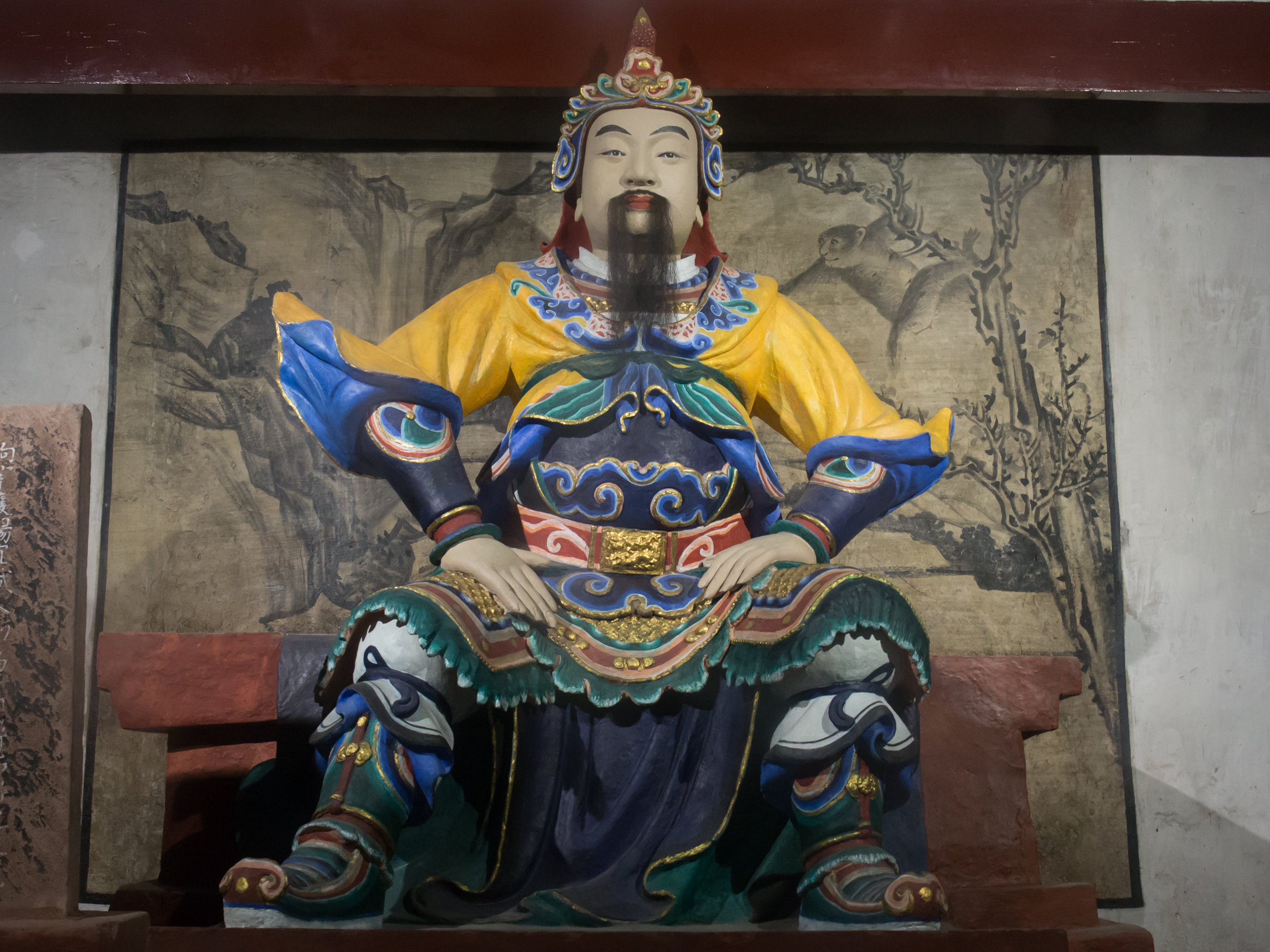
成都武侯祠向宠像

向寵（？—240年），襄陽宜城人，三國時蜀漢將領。蜀漢官員向朗的侄兒。向寵是諸葛亮在《出師表》中推薦給後主劉禪的良臣之一。

## 生平
劉備在位時，向寵任牙門將。夷陵之戰時，向寵跟隨劉備伐吳，後蜀軍潰敗，唯有向寵那一營是保存最完整的，受到劉備的稱讚。建興元年（223年），向寵在劉禪即位後封都亭侯，被任命為中都督，統率宿衞兵。諸葛亮北行漢中前，在《出師表》中特意提到「將軍向寵，性行淑均，曉暢軍事，試用之於昔日，先帝稱之曰『能』，是以眾議舉寵為督：愚以為營中之事，事無大小，悉以咨之，必能使行陣和穆，優劣得所也。」因此向劉禪推薦向寵，後留向寵為大將，升任中領軍，深受部下愛戴。延熙三年（240年），向寵在征討漢嘉郡（今四川雅安市）的外族叛亂，不幸遇害。

## 親屬

### 叔
- 向朗，蜀漢大臣。

### 兄弟
- 向充，曾當射聲校尉尚書。